# ニコラエフスキー宮殿

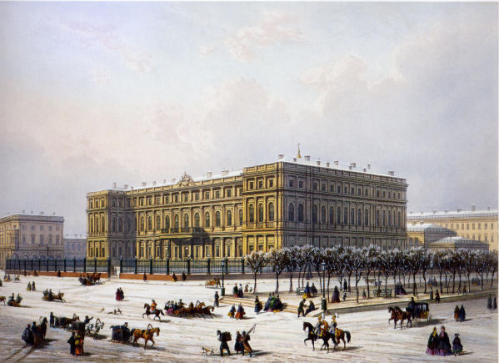
ニコラエフスキー宮殿（1861年）

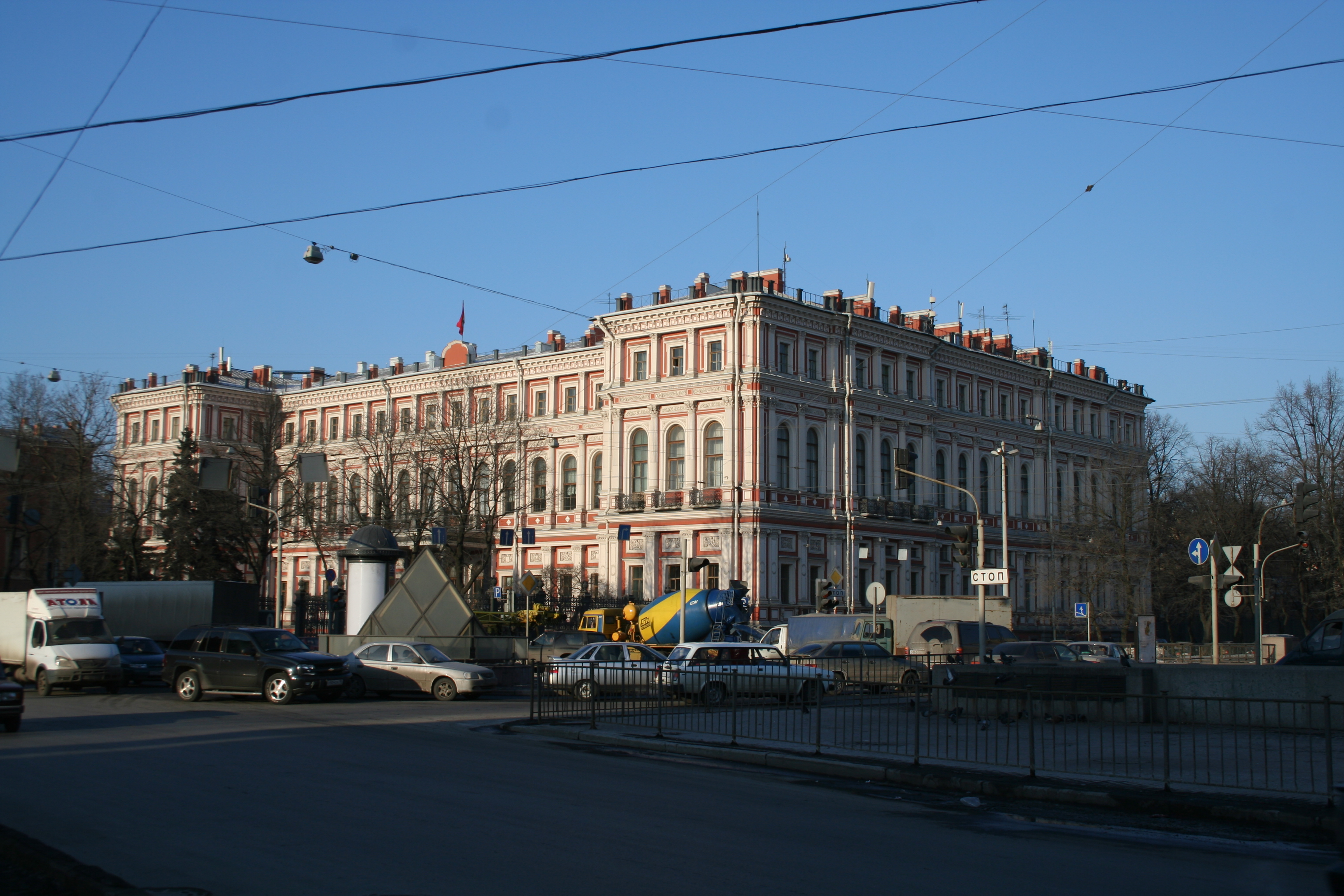
現在のニコラエフスキー宮殿

ニコラエフスキー宮殿（ロシア語:Николаевский дворец、Nikolayevsky dvorets）は、ロシア、サンクトペテルブルクにある宮殿。ロシア皇帝ニコライ1世の皇子女のために造営された。設計は宮廷建築家のアンドレイ・シタケンシネイデル（シュタッケンシュナイダー）Andrei Stackensneider。
ニコライ1世の第3皇子ニコライ・ニコライヴィチ大公が長じて後、その居殿となった。ニコライ大公没後は再び帝室の所有に帰し、1894年クセニア・アレクサンドロヴナ大公女名称女子大学となった。ロシア革命後は、ボリシェヴィキによって「労働宮殿」と改称された。宮殿は労働組合の事務所となったが、この際、内装は著しく破壊された。ソビエト連邦の崩壊後は労働組合事務所のほか、組合は他の企業などに事業所などの用途で賃貸している。

## 参考
- Belyakova Z.I. Nikolayevsky dvorets. SPb, 1997.

座標: 北緯59度55分56.712秒 東経30度17分34.674秒 / 北緯59.93242000度 東経30.29296500度